# Maneiro-pau
Maneiro-Pau é uma manifestação cultural tradicional do Ceará, com raízes profundas na região do Cariri. Originalmente, era praticada por homens, especialmente em festas juninas como as de São João e São Pedro, e nas quermesses. A dança caracteriza-se pelo uso de bastões (cacetes) que são entrechocados pelos participantes, criando uma sonoridade rítmica que acompanha o canto coletivo.

## Origens e Influências
O Maneiro-Pau surgiu no contexto do cangaço, quando os "moradores" caririenses atuavam como tropas mobilizadas pelos senhores de engenho. Esses homens, conhecidos como cabras, eram habilidosos no manejo de cacetes ou facões, o que influenciou a evolução do folguedo de um jogo para uma dança com características dramáticas. 
Alguns estudiosos apontam possíveis influências árabes ou africanas, comparando-o com danças como a Espatadanzaris da Espanha e o Maculelê da Bahia.

## Prática
Durante as apresentações, os participantes formam uma roda e, ao som de cantigas e do estalar dos bastões, executam movimentos coreografados. O canto é liderado por um solista, com o coro respondendo em uníssono. Os versos das cantigas frequentemente fazem referência ao cotidiano rural e à cultura local.

## Preservação
Com o tempo, o Maneiro-Pau enfrentou o risco de extinção devido à diminuição dos praticantes. No entanto, esforços comunitários têm sido feitos para preservar e revitalizar a tradição. Por exemplo, no distrito de Baixio das Palmeiras, no Crato, um grupo formado por jovens e adultos retomou as apresentações, incorporando novos elementos e mantendo viva a cultura local.
O Maneiro-Pau é mais do que uma dança; é uma expressão da identidade cultural do povo cearense, refletindo sua história, valores e resistência. Sua preservação é essencial para manter viva a rica tapeçaria cultural do Brasil.